# Carlos Reviejo
Carlos Reviejo es un escritor español especializado en literatura infantil, nacido en El Tiemblo, provincia de Ávila.
Tras los primeros pasos dentro del campo de la poesía para adultos, la profesión de maestro le acercó al mundo de la infancia y a él, preferentemente, ha dedicado la mayor parte de su producción literaria, que abarca distintos géneros, desde la poesía y la narrativa, al folclore.
Algunos de sus libros han recibido diferentes distinciones, entre las que destacan Mejor libro del Año por el Banco del Libro de Caracas y Premio White Raven de la Biblioteca de Múnich (Alemania) por Dragonalia, el Premio Nacional al libro mejor editado de Canto y Cuento,  Déjame que te cuente y "Versos de colores" o la Mención de Honor de la F IOIMOPeria del Libro de Bolonia (Italia) por Don Quijote en pictogramas.
Varios de sus libros han sido traducidos a diversos idiomas y sus poemas y cuentos aparecen en antologías y libros de texto.
Colabora en tareas pedagógicas relacionadas con la lengua y la literatura participando en distintas actividades, y visitando bibliotecas y colegios, con encuentros y recitales para los más pequeños en España y otros países.

## Obra
- “Versos del colegio”. (ccant Javier Ruiz Taboada) Il. Natascha Rosenberg. Madrid, SM 2019
- “Seres mágicos: Gente menuda del Castañar de El Tiemblo”.Il. Antonio Hernández. Ergón, Majadahonda, 2019
- "Lo que dice el viento”.Il. Teresa Novoa. Madrid, Anaya 2018
- “Poemas para ir a dormir”.Il Miren Asiain Lora. Madrid, SM , 2017
- “Versos de pájaros” Il. Jesús Gabán,  Madrid, SM, 2017
- “Dragonalia” Il. Ana Gómez. Madrid, SM, 2017
- “El Gran Libro del Quijote niño” (En colaboración con Elvira Menéndez y José María Álvarez) Il. de Margarita  Menéndez y Mikel Valverde.SM, Madrid., 2016 +Versión coreana.
- “Nana de una noche de invierno”.(Adaptación al castellano) Texto de Jean E. Pendziwol. Il. Isabelle Arsenault  Madrid, SM, 2016
- "Versos de niños de del mundo". (Coautor Javier Ruiz Taboada).Il. Javier Andrada. Madrid ,  SM, 2015
- "Caperucita Roja". Il. Alicia Padrón. Madrid, SM, 2014

- "El Gato con botas". Il. Felipe Pérez-Enciso. Madrid, SM, 2014.

- "Los tres cerditos". Il. Xabier Salomó. Madrid, SM, 2013

- "Veinte cuentos clásicos". Il. Federico Delicado. Madrid, SM, 2013

- "Versos del mar".  (Coautor Javier Ruiz Taboada) Il. Paz Serrano. Madrid: SM, 2013

- "Versos del bosque". Il. Jesús Gabán. Madrid: SM, 2013

- "Cuentos de las Cuatro Estaciones". Il. Pilarín Bayés. Barcelona, Vicens Vives, 2012

- "Los números del 1 a 10". Il. Gusti. Madrid: SM, 2012

- "El zoo de un poeta de la A a la Z". Il. Marta Biel. Barcelona: Hermes Editora General- Almadraba, 2012

- "Versos de colores". Il. Xavier Salomó. Madrid: SM, 2012.

- "Versos para contar." Il. Gusti. Madrid: SM, 2012.

- "El Arca de las Letras 1, 2, 3, 4 y 5" Il. Glòria Fort. Barcelona: Vicens Vives, 2012.

- "Cuentos de las Cuatro Estaciones 1". Il. Pilarín Bayés. Barcelona: Vicens Vives, 2011.

- "El Arca de los Cuentos 2" (Nueva edición). Il. Pilarín Bayés. Barcelona: Vicens Vives, 2011.

- "El Arca de los Cuentos 1" (Nueva edición). Il. Pilarín Bayés. Barcelona: Vicens Vives, 2011.

- Lara y los cuentos del abuelo. Il. Tesa González. Madrid: Almadraba, 2011

- La Leyenda del Castañar. Il. Avi. Madrid: SM, 2010

- Patrimonio Natural.VV.AA. Santigo de Compostela: Alvarellos, 2010

- Diego Velázquez. Il. Javier Andrada. Madrid: SM, 2009

- Queridos piratas. Il. Jorge Rodríguez. Madrid: Hiperión, 2008

- El hada Frambuesa. Il. Xavier Salomó. Madrid: Madrid SM, 2008

- Abecedario de arte: Un paseo por el Museo Thyssen. Madrid: SM, 2007.

- La historia de Menta. Il. Xavier Salomó. Madrid: SM, 2007

- Ramón y Cajal. Il. Javier Zabala. Madrid: SM, 2007

- Francisco de Goya. Il. De Javier Andrada. Madrid: SM, 2007

- El Capitán Gancho Pérez y los versos de Odas Jhon. Il.versos sacados de una botella Nivio López Vigil. Madrid: Pearson-Alhambra, 2007.

- Irene y Pablo en el Mar. (VV.AA: M.ª Jesús del Olmo, José Manuel Mañanas y Carlos Reviejo) Il. Margarita Menéndez. Madrid: SM, 2006

- Irene y Pablo en la casa. (VV.AA: M.ª Jesús del Olmo, José Manuel Mañanas y Carlos Reviejo) Il. Margarita Menéndez. Madrid: SM, 2006

- Irene y Pablo en la ciudad. (VV.AA: M.ª Jesús del Olmo, José Manuel Mañanas y Carlos Reviejo) Il. Margarita Menéndez. Madrid: SM, 2006.

- Irene y Pablo en la granja (VV.AA: M.ª Jesús del Olmo, José Manuel Mañanas y Carlos Reviejo) Il. Margarita Menéndez. Madrid: SM, 2006.

- Evocación de la inocencia. Madrid: Edición personal, 2004.

- Cristóbal Colón. Il. de Xavier Andrada. Madrid: SM, 2005

- Platero y Juan Ramón. Il. de Ulises Wensell. Madrid: SM, 2005.

- El Gran Libro del niño Alonso Quijano. Il. de Margarita Menéndez y Mikel Valverde. Madrid: SM, 2005

- Abezoo. Il. De Javier Aramburu. Madrid: SM, 2005.

- Las casas antes y ahora. Il. de Teresa Novoa. Madrid: SM, Madrid, 2005.

- Don Quijote de la Mancha. Il. de Javier Zabala. Madrid: SM, 2004.

- Los poemas de Pillo (VV.AA: Antonio Gómez Yebra, Carlos Reviejo, Gloria Fuertes, Ana María Romero Yebra, Eduardo Soler, José González Torices, Antonio García Teijeiro). Il. De Sofía Balzola. Madrid: SM, 2004.

- Cantemos a la navidad.. Villancicos, aguinaldos, romances y poemas de Navidad. Madrid: SM, 2002.

- El sapo y la luna. Il. de Valentí Gubianas. Madrid: Ediciones Hiperión, 2002.

- Los trabajos del señor Noé. Il. de Teresa Novoa. Madrid: SM, 2002.

- Cuentos a la luz de un candil. Cincuenta cuentos de hadas, astucias y encantamientos. Madrid: SM, 2001.

- Un circo con problemas. Il. de Felipe López. Madrid: SM, 2001.

- La sonrisa del viento. I1. de Conchi Ballesteros. Málaga: Centro de Estudios de la Diputación Provincial de Málaga, 2000.

- Déjame que te cuente. Cincuenta cuentos de animales. Madrid: SM, 2000.

- El bosque del viejo Búho. Il. de Teresa Novoa. Madrid: SM, 1998.

- Cantares y decires. Antología de folclore infantil (coautor Eduardo Soler). Madrid: SM, 1998.

- Cuentos del viejo Búho. Il. de Teresa Novoa. Madrid: SM, 1997.

- Canto y cuento. Antología poética para niños (coautor Eduardo Soler). Madrid: SM, 1997.

- La canción del grillo. Il. de Fernando Gómez. Madrid: Ediciones Hiperión, 1997.

- ¡Que vienen los piratas!. Il. De Horacio Díez. Madrid: Susaeta, 1996.

- El porqué de las cosas. Il. De Teresa Novoa. Madrid: Susaeta, 1996.

- El fantasma del belén. Il. De María Luisa Torcida. Madrid: SM,1996.

- La jirafa curiosa. Il. De María Luisa Torcida. Madrid: SM, Madrid, 1996.

- El Arca de los Cuentos, 1. Il. Pilarín Bayés. Barcelona: Vicens-Vives, 1996.

- El Arca de los Cuentos, 2. Il. Pilarín Bayés. Barcelona: Vicens-Vives, 1996.

- Como el aire que respiro. Ávila: Institución Gran Duque de Alba/ Excma. Diputación de Ávila, 1996.

- Dichos para gente menuda. Il. de José Luis Navarro. Madrid: Susaeta, 1995.

- Cuentos del Arca de Noé (1,2 y 3). Il. de Pilarín Bayés. Barcelona: Vicens Vives, 1993.

- El Tiemblo, villa de Ávila (en colaboración con Antonio Estrella). Madrid: Ayuntamiento de El Tiemblo (Ávila), 1990.

- Animalario en adivinanzas (en colaboración con Eduardo Soler). Madrid: Susaeta, 1990.

- Historias para leer en zapatillas. Il. de Pablo Echevarría. Valladolid: Miñón, 1990.

- Dragonalia. Il. de Luis de Horna. Valladolid: Miñón, 1988.

- Míster Ges y el Cárabo del Castañar. Il. Juan Gómez. Barcelona: Vicens Vives, 1984.

- Mis primeros cuentos del Arco Iris. Il. de Pilarín Bayés. Barcelona: Vicens Vives, 1981.

- Cuentos del Arco Iris (1,2 y 3). Il. de Pilarín Bayés. Barcelona: Vicens Vives, 1979.

- Desde aquí dentro. Madrid: Editorial Escuela Española, 1977.

- Por los caminos. Il. de Correas y Nicomedes Díaz Piquero. Barcelona: Prima Luce, 1974.

## Enlaces de Alain
- Sitio web del autor Archivado el 26 de junio de 2010 en Wayback Machine.
- Ficha autor en Fundación Germán Sánchez Ruipérez

- Datos: Q5650777